# Paul Sjak Shie
Paul Ronald Sjak Shie (26 juli 1929 – 24 september 2006) was een Surinaams politicus en rechtsgeleerde.
In 1947 begon hij zijn carrière als schrijver ten parkette van de procureur-generaal. In 1954 werd hij substituut-griffier der Kantongerechten en 2 jaar later kreeg hij die functie ook bij het Hof van Justitie. In 1957 behaalde hij het doctoraal diploma van de Surinaamse Rechtsschool. Datzelfde jaar werd hij bureelchef van het parket, substituut-officier van justitie en later ook officier van Justitie.
In 1964 behaalde Paul Sjak Shie het doctoraalexamen Rechten aan de Universiteit van Amsterdam. Twee jaar later volgde zijn benoeming tot lid-plaatsvervanger bij het Hof van Justitie en in 1968 werd hij advocaat-generaal. Het jaar erop ging hij voor een stage naar Nederland waar Sjak Shie substituut-officier van Justitie werd in het
arrondissement Zutphen (ressort Arnhem). In 1970 kwam hij terug in Suriname waar hij weer actief werd als advocaat-generaal. In de aanloop naar de onafhankelijk worden van Suriname in 1975 was hij betrokken bij het opstellen van de Surinaamse grondwet. Dat jaar werd hij ook benoemd tot Commandeur in de Orde van Oranje Nassau.
In 1980 werd hij benoemd tot plaatsvervangend procureur-generaal wat hij tot zijn pensioen in 1989 zou blijven. Daarnaast doceerde Sjak Shie van 1983 tot 1989 aan de Anton de Kom Universiteit en was hij betrokken bij de totstandkoming van de nieuwe Surinaamse grondwet van 1987.
Na de telefooncoup van december 1990 volgde in 1991 een zakenkabinet onder leiding van Johan Kraag waarin Sjak Shie de minister van Justitie werd.
In 1996 werd hij minister van Justitie en Politie; ditmaal namens de Nationale Democratische Partij (NDP) in het kabinet-Wijdenbosch II. In december 1999 werd de samenstelling van het kabinet herzien waarna minister van Regionale Ontwikkeling Yvonne Raveles-Resida dat ministerschap erbij nam.
Na een lang ziekbed overleed Paul Sjak Shie in 2006 op 77-jarige leeftijd.